# Adalbert Boros
Pour les articles homonymes, voir Boros.
 (septembre 2018).
Si vous disposez d'ouvrages ou d'articles de référence ou si vous connaissez des sites web de qualité traitant du thème abordé ici, merci de compléter l'article en donnant les références utiles à sa vérifiabilité et en les liant à la section « Notes et références ».
Dr. Adalbert (Béla) Boros, né le 20 septembre 1908 à Chișineu-Criș en Roumanie, et mort le 6 juin 2003 à Timișoara en Roumanie, est un évêque catholique roumain du XXe siècle.

## Biographie
Né à Pădureni, aujourd'hui Chișineu-Criș, diplômé du Collegium Germanicum et Hungaricum de Rome, Adalbert Boros fut ordonné prêtre le 30 octobre 1932. Il enseigna la philosophie et le dogme au séminaire théologique de Timișoara avant d'en devenir le recteur. En novembre 1948, après l’arrivée du régime communiste, il est nommé par le pape Pie XII évêque titulaire de Ressiana, il est secrètement consacré à Bucarest par Mgr Gerald O'Hara. Avec l'évêque Augustin Pachaet, et d’autres éminents catholiques, il est arrêté, et après un "procès" est condamné à la réclusion à perpétuité. Sorti en 1964, le régime communiste ne l'autorisa à reprendre ses fonctions d'évêque, il devra attendre la chute du régime en 1989. Après avoir repris ses fonctions, il meurt le 6 juin 2003.